# Olegario Vázquez Raña
Olegario Vázquez Raña (Ourense, Galicia España, 10 de diciembre de 1935 - Ciudad de México, 28 de marzo de 2025) fue un empresario hispanomexicano. Presidente y accionista principal de Grupo Empresarial Ángeles. 

## Biografía
Nacido en Barroso pueblo del municipio de Avión, Ourense. Estuvo casado con María de los Ángeles Aldir, y fue padre de Olegario Vázquez Aldir, uno de los hombres más ricos de México. También fue presidente de la Federación de Deporte de Tiro Internacional hasta 2018.
Inició en el ámbito empresarial con la fundación de la cadena de muebles Hermanos Vázquez, junto a sus 5 hermanos.